# Wildwood (Florida)
Wildwood ist eine Stadt im Sumter County im US-Bundesstaat Florida. Das U.S. Census Bureau hat bei der Volkszählung 2020 eine Einwohnerzahl von 15.730 ermittelt.

## Geographie
Wildwood grenzt im Süden direkt an die Stadt Coleman. Die Stadt liegt rund 20 Kilometer nördlich von Bushnell sowie etwa 70 Kilometer westlich von Orlando.

## Geschichte
Im Jahre 1882 wurde durch die Tropical Florida Railroad, einer Tochtergesellschaft der Florida Railroad, eine Bahnstrecke von Ocala zum späteren Wildwood eröffnet. 1884 wurde von der Leesburg and Indian River Railroad (L&IR) eine Linie nach Tavares erbaut. Die Bahnlinie der Florida Railroad wurde 1886 bis Plant City und 1890 bis Tampa verlängert. 1889 wurde schließlich am Abzweig der L&IR von der Florida Railroad die City of Wildwood gegründet.
Der Bahnhof Wildwood war von 1994 bis 1995 sowie von 1996 bis 2004 eine Station des Palmetto der Bahngesellschaft Amtrak von New York City nach Tampa. Heute wird der Abschnitt zwischen Jacksonville und Lakeland durch die Fernbusse von Amtrak Thruway Motorcoach bedient.

## Demographische Daten
Laut der Volkszählung 2010 verteilten sich die damaligen 6709 Einwohner auf 3421 Haushalte. Die Bevölkerungsdichte lag bei 500,7 Einw./km². 74,7 % der Bevölkerung bezeichneten sich als Weiße, 21,0 % als Afroamerikaner, 0,4 % als Indianer und 1,1 % als Asian Americans. 1,2 % gaben die Angehörigkeit zu einer anderen Ethnie und 1,5 % zu mehreren Ethnien an. 5,6 % der Bevölkerung bestand aus Hispanics oder Latinos.
Im Jahr 2010 lebten in 20,0 % aller Haushalte Kinder unter 18 Jahren sowie 48,6 % aller Haushalte Personen mit mindestens 65 Jahren. 66,8 % der Haushalte waren Familienhaushalte (bestehend aus verheirateten Paaren mit oder ohne Nachkommen bzw. einem Elternteil mit Nachkomme). Die durchschnittliche Größe eines Haushalts lag bei 2,20 Personen und die durchschnittliche Familiengröße bei 2,62 Personen.
18,9 % der Bevölkerung waren jünger als 20 Jahre, 15,6 % waren 20 bis 39 Jahre alt, 21,2 % waren 40 bis 59 Jahre alt und 44,1 % waren mindestens 60 Jahre alt. Das mittlere Alter betrug 56 Jahre. 47,4 % der Bevölkerung waren männlich und 52,6 % weiblich.
Das durchschnittliche Jahreseinkommen lag bei 42.481 $, dabei lebten 20,4 % der Bevölkerung unter der Armutsgrenze.
Im Jahr 2000 war Englisch die Muttersprache von 96,01 % der Bevölkerung und spanisch sprachen 3,99 %.

## Verkehr
Wildwood wird vom U.S. Highway 301 (SR 35) sowie von den Florida State Roads 44 und 91 (Florida’s Turnpike, mautpflichtig) durchquert.
Nächster Flughafen ist der rund 90 Kilometer östlich gelegene Orlando International Airport.